# بوشینگ (دهانه)
بوشینگ یک دهانه برخوردی در ماه است.